# Provincia de Utcubamba

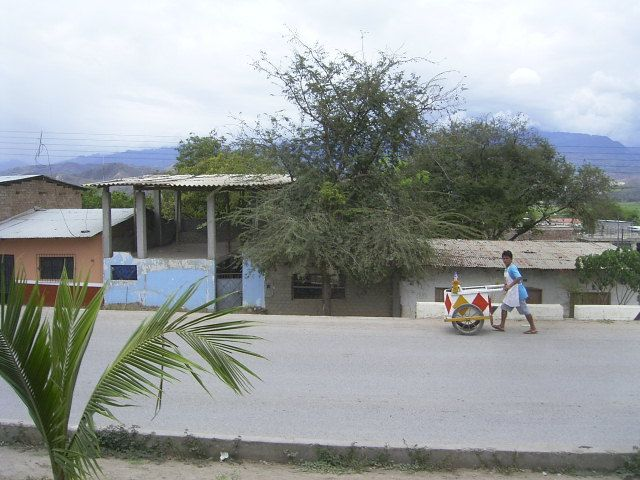
Población en Utcubamba

La provincia de Utcubamba es una de las siete que conforman el departamento de Amazonas en la zona nororiental del Perú. Limita por el norte con la provincia de Bagua y con la provincia de Condorcanqui, por el este con la provincia de Bongará, por el sur con la provincia de Luya y por el oeste con el departamento de Cajamarca.

## Historia
La provincia fue creada mediante Ley n.º 23843, del 30 de mayo de 1984, durante el segundo gobierno del presidente Fernando Belaúnde Terry.

## Geografía
Tiene una extensión de 3859.93 km² que representan el 9.83 % del territorio del departamento de Amazonas y se ubica entre las coordenadas 77°51'7'' y 78°42'12'' longitud oeste, y 5°23'25'' y 6°10'53'' latitud sur.

## División administrativa
| Ubigeo | Distrito     | Capital      | Fundación                | Población (2017) |
| ------ | ------------ | ------------ | ------------------------ | ---------------- |
| 010701 | Bagua Grande | Bagua Grande | Época indep              | 50841            |
| 010702 | Cajaruro     | Cajaruro     | 17 de septiembre de 1964 | 23089            |
| 010703 | Cumba        | Cumba        | 2 de enero de 1857       | 7855             |
| 010704 | El Milagro   | El Milagro   | 5 de noviembre de 1903   | 5825             |
| 010705 | Jamalca      | Jamalca      | 9 de diciembre de 1935   | 6620             |
| 010706 | Lonya Grande | Lonya Grande | 8 de mayo de 1936        | 10080            |
| 010707 | Yamón        | Yamón        | 8 de mayo de 1936        | 2927             |

## Capital
La capital de esta provincia es la ciudad de Bagua Grande.

## Atractivos turísticos
- Aguas termales Nina Yacu (distrito de Jamalca): Ubicadas en la quebrada La Honda, cerca al caserío de la Palma a 1100 m s. n. m. Sus aguas presentan una composición de bicarbonatos, cloruros y sales de cal.[2]

- Catarata la Lejía (distrito de Jamalca): Ubicada cerca al caserío de Jamalca, con una caída de 670 m formando un tobogán, de muy difícil acceso. Cuenta con un mirador natural muy cerca de la carretera que conduce hacia el centro del poblado de Tambolic.[3]

- Caverna Casa Blanca (distrito de Bagua Grande): Ubicada a 600 m del caserío de Casa Blanca a 1770 m s. n. m., su boca mide 1.5 m de altuta por 2.5 m de ancho, en su interior hay estalactitas en formación y murciélagos.

- Sitio paleontológico de Quebrada Seca (distrito de Bagua Grande): Con una extensión de 1.4 km², donde se han hallado gran cantidad de restos fosilizados de vegetación, como dinosaurios y algunos mamíferos prehistóricos.5°44.854′S 78°30.370′O / -5.747567, -78.506167

- Cañón Quebrada Honda (distrito de Bagua Grande): Contiene las cataratas El Mirador y Agua Colorada que caen dentro del cañón. Con abundante vegetación conformado por plantas endémicas de la zona tales como: orquídeas, helechos y árboles de  balsas. Es hábitat de animales silvestres como: majas, zorro andino, añuje, halcón, paucares, loros, colibrís, golondrinas y gallito de las rocas.

## Autoridades

### Regionales
- Consejero regional
  - 2019-2022:[4] Merly Enith Mego Torres (Movimiento Regional Amazonense Unidos al Campo)

### Municipales
- 2019-2022[4]
  - Alcalde: Diógenes Celis Jiménez, de Victoria Amazonense.
  - Regidores:

  1. Óscar Alberto Barón Fernández (Sentimiento Amazonense Regional)
  2. Alan García Pérez (Sentimiento Amazonense Regional)
  3. Elías Díaz Benavides (Sentimiento Amazonense Regional)
  4. Yully Esmery Merino Pinedo (Sentimiento Amazonense Regional)
  5. Gerardo Cabrera Sánchez (Sentimiento Amazonense Regional)
  6. Dilger Roney Ruiz Fernández (Sentimiento Amazonense Regional)
  7. Anahis Suhey García Alvarado (Sentimiento Amazonense Regional)
  8. Juan Félix Palacios Cubas (Movimiento Regional Amazonense Unidos al Campo)
  9. Henry Guayama Flores (Movimiento Regional Amazonense Unidos al Campo)
  10. Wilmer Medina Ortiz (Movimiento Regional Fuerza Amazonense)
  11. Antonio Politi Abad (Movimiento Independiente Surge Amazonas)

## Festividades
- Junio: San Juan
- Julio: Santiago Apóstol comprendida entre los días 25 a 29 de Julio